# Списак премијера Ирака
- Горе лево: Абдул Рахман Ал-Гилани Први премијер модерног Ирака у Краљевини Ираку.
- Горе десно: Абдул Карим Касим Први премијер Републике Ирак након пада монархије.
- Доле лево: Садам Хусеин је премијер са најдужим стажом.
- Доле десно: Мухамед Схиаа Ал-Судани је актуелни премијер

Премијер Ирака је шеф ирачке владе и врховни командант оружаних снага, шеф је извршне власти и одговоран је за спровођење опште политике државе.
Функција је успостављена у Ираку 1920. У Краљевини Ираку премијер је био одговоран за извршну власт државе, а то се наставило и након успостављања Републике Ирак 1958. године, када је позиција премијера била најважнији положај у земљи. Али ствар се променила након доношења Устава из 1964. године, пошто је нестала симболика функције у замену за место председника Републике. Током баасистичке диктатуре 1968-2003, председник Републике је већину времена био премијер.
Према ирачком уставу из 2005; Председник Републике Ирака задаје премијеру да формира владу након што га предложи највећи парламентарни блок у Представничком дому, а своју министарску формацију представља Представничком дому у року од тридесет дана од дана његовог именовања, тако да Парламент даје поверење влади.

## Краљевина Ирак(1921-1958)
| Портрет                                                | Име (рођење-смрт)                                      | Мандат                              | Мандат                    | Мандат              | Политичка странка                     | Поглавар државе (Краљу) |
| Портрет                                                | Име (рођење-смрт)                                      | Преузео дужност                     | Напустила канцеларију     | Време у канцеларији | Политичка странка                     | Поглавар државе (Краљу) |
| ------------------------------------------------------ | ------------------------------------------------------ | ----------------------------------- | ------------------------- | ------------------- | ------------------------------------- | ----------------------- |
| • Краљевина Ирак (1920–1932) •                         |                                                        |                                     |                           |                     |                                       |                         |
| Абдул Рахман Ал-Јилани عبد الرحمن الكيلاني (1841–1927) | 11 новембра 1920                                       | 20 новембра 1922                    | 2 године, 9 дана          | Независна           | Фејсал I (1921–1933)                  |                         |
| Абдул Мохсен Ал-Саадоун عبد المحسن السعدون (1879–1929) | 20 новембра 1922                                       | 22 новембра 1923                    | 1 година, 2 дана          | Независна           | Фејсал I (1921–1933)                  |                         |
| Џафар Ал-Аскари جعفر العسكري (1885–1936)               | 22 новембра 1923                                       | 2 августа 1924                      | 254 дана                  | Независна           | Фејсал I (1921–1933)                  |                         |
| Иассин Ал Хасхеми ياسين الهاشمي (1882–1937)            | 2 августа 1924                                         | 26 јуна 1925                        | 328 дана                  | Независна           | Фејсал I (1921–1933)                  |                         |
|                                                        | Абдул Мохсен Ал-Саадоун عبد المحسن السعدون (1879–1929) | 26 јуна 1925                        | 21 новембра 1926          | 1 година, 148 дана  | Фејсал I (1921–1933)                  | Напредна странка        |
|                                                        | Џафар Ал-Аскари جعفر العسكري (1885–1936)               | 21 новембра 1926                    | 11 јануара 1928           | 1 година, 51 дан    | Фејсал I (1921–1933)                  | Независна               |
| Абдул Мохсен Ал-Саадоун عبد المحسن السعدون (1879–1929) | 11 јануара 1928                                        | 28 Април 1929                       | 1 година, 107 дана        | Независна           | Фејсал I (1921–1933)                  |                         |
| Тавфик Ал Суваиди توفيق السويدي (1892–1968)            | 28 Април 1929                                          | 19 септембар 1929                   | 144 дана                  | Независна           | Фејсал I (1921–1933)                  |                         |
| Абдул Мохсен Ал-Саадоун عبد المحسن السعدون (1879–1929) | 19 септембар 1929                                      | 13 новембра 1929 (умро на функцији) | 55 дана                   | Независна           | Фејсал I (1921–1933)                  |                         |
|                                                        | Наји Ал Суваиди ناجي السويدي (1882–1942)               | 18 новембра 1929                    | 23 марта 1930             | 125 дана            | Фејсал I (1921–1933)                  | Независна               |
|                                                        | Ноури Ал-Саеед نوري السعيد (1888–1958)                 | 23 марта 1930                       | 3 новембра 1932           | 2 године, 225 дана  | Фејсал I (1921–1933)                  | Партија завета          |
| • (1932–1958) •                                        |                                                        |                                     |                           |                     |                                       |                         |
|                                                        | Наји Схавкат ناجي شوكت (1893–1980)                     | 3 новембра 1932                     | 20 марта 1933             | 137 дана            | Независна                             | Фејсал I (1921–1933)    |
|                                                        | Рашид Али Ал-Килани رشيد عالي الكيلاني (1892–1965)     | 20 марта 1933                       | 9 новембра 1933           | 234 дана            | Партија националног братства          | Фејсал I (1921–1933)    |
| Гази I (1933–1939)                                     | Рашид Али Ал-Килани رشيد عالي الكيلاني (1892–1965)     | 20 марта 1933                       | 9 новембра 1933           | 234 дана            | Партија националног братства          |                         |
|                                                        | Јамил Ал Мадфаи جميل المدفعي (1890–1958)               | 9 новембра 1933                     | 27 августа 1934           | 291 дан             | Војска                                |                         |
|                                                        | Али Гауда Ал-Ајуби علي جودت الأيوبي (1886–1969)        | 27 августа 1934                     | 4 марта 1935              | 189 дана            | Војска                                |                         |
|                                                        | Јамил Ал Мадфаи جميل المدفعي (1890–1958)               | 4 марта 1935                        | 17 марта 1935             | 13 дана             | Војска                                |                         |
|                                                        | Иассин Ал Хасхеми ياسين الهاشمي (1882–1937)            | 17 марта 1935                       | 30 октобар 1936 (свргнут) | 1 година, 227 дана  | Војска / Партија националног братства |                         |
|                                                        | Хикмат Сулејман حكمت سليمان (1889–1964)                | 30 октобар 1936                     | 17 августа 1937           | 291 дан             | Партија националног братства          |                         |
|                                                        | Јамил Ал Мадфаи جميل المدفعي (1890–1958)               | 17 августа 1937                     | 25 децембар 1938          | 1 година, 130 дана  | Војска                                |                         |
|                                                        | Ноури Ал-Саеед نوري السعيد (1888–1958)                 | 25 децембар 1938                    | 31 марта 1940             | 1 година, 97 дана   | Независна                             |                         |
| Фејсал II (1939–1958)                                  | Ноури Ал-Саеед نوري السعيد (1888–1958)                 | 25 децембар 1938                    | 31 марта 1940             | 1 година, 97 дана   | Независна                             |                         |
|                                                        | Рашид Али Ал-Килани رشيد عالي الكيلاني (1892–1965)     | 31 марта 1940                       | 3 фебруара 1941           | 309 дана            | Партија националног братства          |                         |
|                                                        | Таха Ал Хашеми طه الهاشمي (1888–1961)                  | 3 фебруара 1941                     | 13 Април 1941 (свргнут)   | 69 дана             | Војска                                |                         |
|                                                        | Рашид Али Ал-Килани رشيد عالي الكيلاني (1892–1965)     | 13 Април 1941                       | 30 Може 1941 (свргнут)    | 47 дана             | Партија националног братства          |                         |
|                                                        | Јамил Ал Мадфаи جميل المدفعي (1890–1958)               | 4 јуна 1941                         | 10 октобар 1941           | 128 дана            | Војска                                |                         |
|                                                        | Ноури Ал-Саеед نوري السعيد (1888–1958)                 | 10 октобар 1941                     | 4 јуна 1944               | 2 године, 238 дана  | Независна                             |                         |
|                                                        | Хамди ал-Пачачи حمدي الباجه جي (1886–1948)             | 4 јуна 1944                         | 23 фебруара 1946          | 1 година, 264 дана  | Независна                             |                         |
|                                                        | Тавфик Ал Суваиди توفيق السويدي (1892–1968)            | 23 фебруара 1946                    | 1 јуна 1946               | 98 дана             | Либерална партија                     |                         |
|                                                        | Арсхад Ал-Омари أرشد العمري (1888–1978)                | 1 јуна 1946                         | 21 новембра 1946          | 173 дана            | Независна                             |                         |
|                                                        | Ноури Ал-Саеед نوري السعيد (1888–1958)                 | 21 новембра 1946                    | 29 марта 1947             | 128 дана            | Војска / Партија уставне уније        |                         |
|                                                        | Саиед Салех Јабр سيد صالح جبر (1896–1957)              | 29 марта 1947                       | 29 јануара 1948           | 306 дана            | Национална социјалистичка партија     |                         |
|                                                        | Сиед Мухаммад Ал-Садр سيد محمد الصدر (1882–1956)       | 29 јануара 1948                     | 26 јуна 1948              | 149 дана            | Независна                             |                         |
|                                                        | Музахим ал-Пачачи مزاحم الباجه جي (1891–1982)          | 26 јуна 1948                        | 6 јануара 1949            | 194 дана            | Независна                             |                         |
|                                                        | Ноури Ал-Саеед نوري السعيد (1888–1958)                 | 6 јануара 1949                      | 10 децембар 1949          | 338 дана            | Војска / Партија уставне уније        |                         |
|                                                        | Али Јавдат Ал-Аиоуби علي جودت الأيوبي (1886–1969)      | 10 децембар 1949                    | 5 фебруара 1950           | 57 дана             | Војска                                |                         |
|                                                        | Тавфик Ал Суваиди توفيق السويدي (1892–1968)            | 5 фебруара 1950                     | 15 септембар 1950         | 222 дана            | Независна                             |                         |
|                                                        | Ноури Ал-Саеед نوري السعيد (1888–1958)                 | 15 септембар 1950                   | 12 Јул 1952               | 1 година, 301 дан   | Војска / Партија уставне уније        |                         |
|                                                        | Мустафа Махмуд Ал-Омари مصطفى محمود العمري (1894–1962) | 12 Јул 1952                         | 23 новембра 1952          | 134 дана            | Независна                             |                         |
|                                                        | Ноур Ел-Дин Махмуд نور الدين محمود (1899–1981)         | 23 новембра 1952                    | 29 јануара 1953           | 67 дана             | Војска                                |                         |
|                                                        | Јамил Ал Мадфаи جميل المدفعي (1890–1958)               | 29 јануара 1953                     | 17 септембар 1953         | 231 дан             | Војска                                |                         |
|                                                        | Мухамед Фадел Ал-Џамали محمد فاضل الجمالي (1903–1997)  | 17 септембар 1953                   | 29 Април 1954             | 224 дана            | Независна                             |                         |
|                                                        | Арсхад Ал-Омари أرشد العمري (1888–1978)                | 29 Април 1954                       | 4 августа 1954            | 97 дана             | Независна                             |                         |
|                                                        | Ноури Ал-Саеед نوري السعيد (1888–1958)                 | 4 августа 1954                      | 20 јуна 1957              | 2 године, 320 дана  | Војска / Партија уставне уније        |                         |
|                                                        | Али Јавдат Ал-Аиоуби علي جودت الأيوبي (1886–1969)      | 20 јуна 1957                        | 15 децембар 1957          | 178 дана            | Војска / Уједињени национални фронт   |                         |
|                                                        | Абдул Вахаб Морган عبد الوهاب مرجان (1909–1964)        | 15 децембар 1957                    | 3 марта 1958              | 78 дана             | Независна                             |                         |
|                                                        | Ноури Ал-Саеед نوري السعيد (1888–1958)                 | 3 марта 1958                        | 18 Може 1958              | 76 дана             | Војска / Партија уставне уније        |                         |
|                                                        | Ахмед Мукхтар Бабан أحمد مختار بابان (1900–1976)       | 18 Може 1958                        | 14 Јул 1958 (свргнут)     | 57 дана             | Независна                             |                         |

## Ираки Републиц(1958-1963)
| Портрет                        | Портрет                                       | Име (рођење-смрт) | Мандат          | Мандат                | Мандат              | Политичка странка                    | Поглавар државе |
| Портрет                        | Портрет                                       | Име (рођење-смрт) | Преузео дужност | Напустила канцеларију | Време у канцеларији | Политичка странка                    | Поглавар државе |
| ------------------------------ | --------------------------------------------- | ----------------- | --------------- | --------------------- | ------------------- | ------------------------------------ | --------------- |
| • Ираки Републиц (1958–1963) • |                                               |                   |                 |                       |                     |                                      |                 |
|                                | Абдел-Карим Касем عبد الكريم قاسم (1914–1963) | 14 јула 1958      | 8 фебруара 1963 | 4 године, 209 дана    | Независна           | Мухамед Најееб Ал-Рубаие (1958–1963) |                 |

## Ираки Републиц(1963-1968)
| Портрет                        | Портрет                                              | Име (рођење-смрт) | Мандат                     | Мандат                | Мандат                                | Политичка странка             | Поглавар државе (председник Републике) |
| Портрет                        | Портрет                                              | Име (рођење-смрт) | Преузео дужност            | Напустила канцеларију | Време у канцеларији                   | Политичка странка             | Поглавар државе (председник Републике) |
| ------------------------------ | ---------------------------------------------------- | ----------------- | -------------------------- | --------------------- | ------------------------------------- | ----------------------------- | -------------------------------------- |
| • Ираки Републиц (1963–1968) • |                                                      |                   |                            |                       |                                       |                               |                                        |
|                                | Ахмед Хасан Ал-Бакр أحمد حسن البكر (1914–1982)       | 8 фебруара 1963   | 18 новембра 1963 (свргнут) | 283 дана              | Војска / Ба'атх Парти (Ирак Регион)   | Абдул Салам Ариф (1963–1966)  |                                        |
|                                | Тахер Иахиа طاهر يحيى (1915–1986)                    | 20 новембра 1963  | 6 септембар 1965           | 1 година, 290 дана    | Војска / арапска социјалистичка унија | Абдул Салам Ариф (1963–1966)  |                                        |
|                                | Ариф Абдел Разак عارف عبد الرزاق (1921–2007)         | 6 септембар 1965  | 21 септембар 1965          | 15 дана               | Војска / арапска социјалистичка унија | Абдул Салам Ариф (1963–1966)  |                                        |
|                                | Абдул Рахман Ал-Баззаз عبد الرحمن البزاز (1913–1973) | 21 септембар 1965 | 9 августа 1966             | 322 дана              | арапска социјалистичка унија          | Абдул Салам Ариф (1963–1966)  |                                        |
|                                | Наји Талиб ناجي طالب (1917–2012)                     | 9 августа 1966    | 10 Може 1967               | 274 дана              | Војска                                | Абдул Рахман Ариф (1966–1968) |                                        |
|                                | Абдул Рахман Ариф عبد الرحمن عارف (1916–2007)        | 10 Може 1967      | 10 Јул 1967                | 61 дан                | Војска / арапска социјалистичка унија | Абдул Рахман Ариф (1966–1968) |                                        |
|                                | Тахер Иахиа طاهر يحيى (1915–1986)                    | 10 Јул 1967       | 17 Јул 1968 (свргнут)      | 1 година, 7 дана      | Војска / арапска социјалистичка унија | Абдул Рахман Ариф (1966–1968) |                                        |

## Ираки Републиц(1968-2003)
| Портрет                                                | Портрет                                                                | Име (рођење-смрт) | Мандат                 | Мандат                | Мандат                                     | Политичка странка                | Поглавар државе (председник Републике) |
| Портрет                                                | Портрет                                                                | Име (рођење-смрт) | Преузео дужност        | Напустила канцеларију | Време у канцеларији                        | Политичка странка                | Поглавар државе (председник Републике) |
| ------------------------------------------------------ | ---------------------------------------------------------------------- | ----------------- | ---------------------- | --------------------- | ------------------------------------------ | -------------------------------- | -------------------------------------- |
| → • Ираки Републиц (под Баас партијом) (1968–2003) • → |                                                                        |                   |                        |                       |                                            |                                  |                                        |
|                                                        | Абдул Разак Ал-Наиеф عبد الرزاق النايف (1933–1978)                     | 17 Јул 1968       | 30 Јул 1968            | 13 дана               | Војска                                     | Ахмед Хасан Ал-Бакир (1968–1979) |                                        |
|                                                        | Ахмед Хасан Ал-Бакир أحمد حسن البكر (1914–1982)                        | 31 Јул 1968       | 16 Јул 1979 (оставку)  | 10 година, 350 дана   | Војска / Ирачка партија Баас (Ирак Регион) | Ахмед Хасан Ал-Бакир (1968–1979) |                                        |
|                                                        | Садам Хусеин صدام حسين (1937–2006)                                     | 16 Јул 1979       | 23 марта 1991          | 11 година, 250 дана   | Ирачка партија Баас                        | Садам Хусеин (1979–2003)         |                                        |
|                                                        | Саадоун Хаммади سعدون حمادي (1930–2007)                                | 23 марта 1991     | 13 септембар 1991      | 174 дана              | Ирачка партија Баас                        | Садам Хусеин (1979–2003)         |                                        |
|                                                        | Мухамед Хамза Ал-Зубаиди محمد حمزة الزبيدي (1938–2005)                 | 16 септембар 1991 | 5 септембар 1993       | 1 година, 354 дана    | Ирачка партија Баас                        | Садам Хусеин (1979–2003)         |                                        |
|                                                        | Ахмед Хусеин Кхудаир Ал-Самарраи أحمد حسين خضير السامرائي (рођен 1941) | 5 септембар 1993  | 29 Може 1994           | 266 дана              | Ирачка партија Баас                        | Садам Хусеин (1979–2003)         |                                        |
|                                                        | Садам Хусеин صدام حسين (1937–2006)                                     | 29 Може 1994      | 9 Април 2003 (свргнут) | 8 година, 315 дана    | Ирачка партија Баас                        | Садам Хусеин (1979–2003)         |                                        |

## Управни савет Ирака(2003-2004)
| Портрет                                                                     | Име (рођење-смрт)                                            | Мандат           | Мандат                          | Мандат                       | Политичка странка                      | Поглавар државе                  |
| Портрет                                                                     | Име (рођење-смрт)                                            | Преузео дужност  | Напустила канцеларију           | Време у канцеларији          | Политичка странка                      | Поглавар државе                  |
| --------------------------------------------------------------------------- | ------------------------------------------------------------ | ---------------- | ------------------------------- | ---------------------------- | -------------------------------------- | -------------------------------- |
| • Управни савет Ирака (2003–2004) •                                         |                                                              |                  |                                 |                              |                                        |                                  |
| Мухамед Бахр Ал-Улум محمد بحر العلوم (1927–2015) вршилац дужности премијера | 13 Јул 2003                                                  | 31 Јул 2003      | 18 дана                         | Независни                    | Привремени орган коалиције (2003–2004) |                                  |
| Ибрахим Ал-Џафари إبراهيم الجعفري (рођен 1947)                              | 1 августа 2003                                               | 31 августа 2003  | 30 дана                         | Исламска Дава Партија        | Привремени орган коалиције (2003–2004) |                                  |
|                                                                             | Ахмед Ал-Шалаби أحمد الجلبي (1944–2015)                      | 1 септембар 2003 | 30 септембар 2003               | 29 дана                      | Привремени орган коалиције (2003–2004) | Ирачки национални конгрес        |
|                                                                             | Аллавијев Бајрам إياد علاوي (рођен 1944)                     | 1 октобар 2003   | 31 октобар 2003                 | 30 дана                      | Привремени орган коалиције (2003–2004) | Ирачки национални споразум       |
| Џалал Талабани جلال طلباني (1933–2017)                                      | 1 новембра 2003                                              | 30 новембра 2003 | 29 дана                         | Патриотска унија Курдистана  | Привремени орган коалиције (2003–2004) |                                  |
| Абдул Азиз Ал-Хаким عبد العزيز الحكيم (1952–2009)                           | 1 децембар 2003                                              | 31 децембар 2003 | 30 дана                         | Исламски врховни савет Ирака | Привремени орган коалиције (2003–2004) |                                  |
|                                                                             | Аднан ал-Пацхацхи عدنان بجاجي (1923–2019)                    | 1 јануара 2004   | 31 јануара 2004                 | 30 дана                      | Привремени орган коалиције (2003–2004) | Скупштина независних демократа   |
|                                                                             | Мохсен Абдел Хамид محسن عبد الحميد (рођен 1937)              | 1 фебруара 2004  | 29 фебруара 2004                | 28 дана                      | Привремени орган коалиције (2003–2004) | Ирачка исламска партија          |
|                                                                             | Мухамед Бахр Ал-Улум محمد بحر العلوم (1927–2015)             | 1 марта 2004     | 31 марта 2004                   | 30 дана                      | Привремени орган коалиције (2003–2004) | Независни                        |
|                                                                             | Масуд Барзани مسعود برزاني (рођен 1946)                      | 1 Април 2004     | 30 Април 2004                   | 29 дана                      | Привремени орган коалиције (2003–2004) | Курдистанска демократска партија |
|                                                                             | Езз Ел-Дин Селим عز الدين سليم (1943–2004)                   | 1 Може 2004      | 17 Може 2004 (умро на функцији) | 16 дана                      | Привремени орган коалиције (2003–2004) | Исламска Дава Партија            |
|                                                                             | Гази Мисхал Ајал Ал-Иавар غازي مشعل عجيل الياور (рођен 1958) | 17 Може 2004     | 1 јуна 2004                     | 15 дана                      | Привремени орган коалиције (2003–2004) | Независни                        |

## Република Ирак(2004-тренутно)
| Портрет                            | Име (рођење-смрт)                                      | Мандат           | Мандат                | Мандат              | Политичка странка          | Поглавар државе (председник Републике) |
| Портрет                            | Име (рођење-смрт)                                      | Преузео дужност  | Напустила канцеларију | Време у канцеларији | Политичка странка          | Поглавар државе (председник Републике) |
| ---------------------------------- | ------------------------------------------------------ | ---------------- | --------------------- | ------------------- | -------------------------- | -------------------------------------- |
| • Република Ирак (2004–тренутно) • |                                                        |                  |                       |                     |                            |                                        |
|                                    | Аллавијев Бајрам إياد علاوي (рођен 1944)               | 1 јуна 2004      | 3 Може 2005           | 336 дана            | Ирачки национални споразум | Гази Мисхал Ајал Ал-Иавар (2004–2005)  |
|                                    | Ибрахим Ал-Џафри إبراهيم الجعفري (рођен 1947)          | 3 Може 2005      | 20 Може 2006          | 1 година, 17 дана   | Исламска Дава Партија      | Џалал Талабани (2005–2014)             |
|                                    | Нури ел Малики نوري المالكي (рођен 1950)               | 20 Може 2006     | 8 септембар 2014      | 8 година, 111 дана  | Исламска Дава Партија      | Џалал Талабани (2005–2014)             |
| Фуад Масум (2014–2018)             | Нури ел Малики نوري المالكي (рођен 1950)               | 20 Може 2006     | 8 септембар 2014      | 8 година, 111 дана  | Исламска Дава Партија      |                                        |
|                                    | Хаидер Ал-Етернал حيدر العبادي (рођен 1952)            | 8 септембар 2014 | 25 октобар 2018       | 4 године, 47 дана   | Вицтори Аллианце           |                                        |
| Бархам Салех (2018–2022)           | Хаидер Ал-Етернал حيدر العبادي (рођен 1952)            | 8 септембар 2014 | 25 октобар 2018       | 4 године, 47 дана   | Вицтори Аллианце           |                                        |
|                                    | Адил Абдул-Махди عادل عبد المهدي (рођен 1942)          | 25 октобар 2018  | 7 Може 2020           | 1 година, 194 дана  | Независни                  |                                        |
|                                    | Мустафа Ал-Каземи مصطفي الکاظمي (рођен 1967)           | 7 Може 2020      | 27 октобар 2022       | 2 године, 174 дана  | Независни                  |                                        |
|                                    | Мухамед Шија Ал-Судани محمد شياع السوداني (рођен 1970) | 27 октобар 2022  | Инцумбент             | 2 године, 177 дана  | Савез за управљање државом | Абдул Латиф Рашид (2022–данас)         |